# عمر چاتکیچ
عمر چاتکیچ (انگلیسی: Ömer Çatkıç؛ زادهٔ ۱۵ اکتبر ۱۹۷۴) یک بازیکن فوتبال بازنشسته اهل ترکیه است.
وی همچنین در تیم ملی فوتبال ترکیه بازی کرده، و عضو این تیم در جام ملت‌های اروپا ۲۰۰۰، جام جهانی فوتبال ۲۰۰۲ و جام کنفدراسیون‌ها ۲۰۰۳ بود.